# Oleksandr Marchenko
Oleksandr Mykolayovych Marchenko –en ucraniano, Олександр Миколайович Марченко– (Jersón, URSS, 12 de enero de 1968) es un deportista ucraniano que compitió para la URSS en remo.
Participó en tres Juegos Olímpicos de Verano, obteniendo una medalla de bronce en Seúl 1988, en la prueba de doble scull, el séptimo lugar en Atlanta 1996 y el sexto en Sídney 2000, en el cuatro scull.
Ganó cuatro medallas en el Campeonato Mundial de Remo entre los años 1993 y 1999.

## Palmarés internacional
| Representando a la URSS |                               |                   |              |
| Juegos Olímpicos        |                               |                   |              |
| Año                     | Lugar                         | Medalla           | Prueba       |
| 1988                    | Seúl (Corea del Sur)          | Medalla de bronce | Doble scull  |
| Representando a Ucrania |                               |                   |              |
| Campeonato Mundial      |                               |                   |              |
| Año                     | Lugar                         | Medalla           | Prueba       |
| 1993                    | Račice (República Checa)      | Medalla de plata  | Cuatro scull |
| 1994                    | Indianápolis (Estados Unidos) | Medalla de plata  | Cuatro scull |
| 1997                    | Aiguebelette (Francia)        | Medalla de bronce | Cuatro scull |
| 1999                    | St. Catharines (Canadá)       | Medalla de plata  | Cuatro scull |